# Alfred Meilheurat
Antoine Alfred Meilheurat (9 mai 1821 à Yzeure - 8 février 1856 à Paris) est un journaliste, chansonnier et poète français.

## Biographie
Arrière-cousin du député Pierre Antoine Meilheurat, auteur avec Charles-Gaspard Delestre-Poirson de la comédie en trois actes Le fat en province ou Le plan de comédie jouée au Théâtre de l'Odéon le 8 septembre 1812, et de Barthélémy Meilheurat, il est le fondateur du Courrier de la Province en juin 1854.
Directeur du Journal de Troyes, il s’installe à Bourges où il prend la direction du Journal du Cher.
Il est ensuite rédacteur au Corsaire et au Rivarol à partir de mai 1855 mais meurt des suites d'une longue maladie en février 1856, laissant une veuve, née Désirée Maurion, et un fils unique.
Il est surtout connu pour son Manuel du savoir-vivre qui a été réédité à de nombreuses reprises et traduit en espagnol. 

## Œuvres
- Physiologie du Moulinois, 1843[3]
- Les Flèches parisiennes, 1844
- Simple recueil, poésies lyriques, fables, épîtres, élégies, poésies diverses, 1844
- Lève-toi, Juvénal, 1846
- Poésies religieuses, 1846
- Galerie des hommes illustres de la Révolution, 1847
- L'Évangile républicain, 1848
- Petites odes et petits poèmes, 1852
- A Sa Majesté l'Impératrice, cantate, 1853
- Manuel du savoir-vivre, ou l'Art de se conduire selon les convenances et les usages du monde dans toutes les circonstances de la vie et dans les diverses régions de la société, 1854
- Les Femmes du demi-monde, 1855
- Romans et fantaisies, I. Le plus joli des mondes. Le crime d'une sensitive. II. La loterie de Momus, 1855